# بیل استودارت
بیل استودارت (انگلیسی: Bill Stoddart; ۲۹ اکتبر ۱۹۰۷ – ۱۹۷۲ (۶۴−۶۵ سال)) بازیکن فوتبال اهل بریتانیا بود.
از باشگاه‌هایی که در آن بازی کرده‌است می‌توان به باشگاه فوتبال بریستول راورز، باشگاه فوتبال ساوت‌همپتون، باشگاه فوتبال کاونتری سیتی، و باشگاه فوتبال منچستر سیتی اشاره کرد.